# Nuremberg du communisme
Le Nuremberg du communisme est le titre d'un essai historique d'Hélène Blanc publié en 2017 et d'un film documentaire de 52 minutes par Bertrand Schmit, diffusé la même année.
Ils s'appuient entre autres sur les témoignages de trois protagonistes de la dislocation de l'URSS : le dissident soviétique Vladimir Boukovski décédé en 2019, Mikhaïl Gorbatchev, dernier Secrétaire général Parti communiste de l'Union soviétique et initiateur de la transparence et de la restructuration de l'URSS, décédé en 2022, et son successeur en Russie, Boris Eltsine, décédé en 2007. Tous trois connaissaient bien les coulisses de la Russie post-soviétique et de ses relations internationales avec l'Occident, qui joua un rôle décisif dans cette période.

## Présentation
Le livre et le documentaire relatent comment, dans les années 1990, suite à l'ouverture du Rideau de fer et des archives soviétiques (refermées depuis), beaucoup de commentateurs occidentaux pensèrent que la fin d'un système politique majeur dans l'histoire humaine, allait susciter au sein de la gauche internationale une réflexion critique sur ces sept décennies de détournement d'une utopie : celle du communisme,.
Détournement de dénomination : l'Union des républiques socialistes soviétiques n'était ni une « union de républiques » autonomes (le pouvoir central les tenait toutes dans ses deux « mains de fer » : la police politique toute-puissante, aux pouvoirs discrétionnaires et extra-judiciaires fondée le 7 décembre 1917,, et le réseau de camps de travail forcé connu sous l'acronyme Goulag), ni « socialiste » (les privilèges des apparatchiks de la nomenklatura en faisaient une société inégalitaire), ni « sovietique » (les soviets ou conseils locaux furent privés de tout pouvoir). Détournement d'une confiance : celle du prolétariat mondial et d'une espérance qui se mua en désespoir pour les peuples qui subirent la terreur rouge, les tragédies, les génocides, les famines et les pénuries permanentes qu'elle engendra. Abus de langage qui érigea la propagande en dogme, proclamant « démocratie populaire » ce qui était une tyrannie impopulaire où toute opinion publique était étouffée par le parti unique.
À partir du 7 décembre 1917, toute possibilité de réaliser une société nouvelle, libertaire, égalitaire, fraternelle, sans exploitation de l'Homme par l'Homme, fut anéantie. Quant à l'État, non seulement sa disparition programmée devenait illusoire, mais, se confondant avec le parti unique et dépendant de plus en plus de sa police politique secrète, il se renforça au fil des ans jusqu'à devenir ce Lyoudoyedskoe gosoudarstvo : « État ogre », figuré sous le nom de Big Brother par George Orwell : omniprésent quadrillage policier et unique propriétaire, patron, représentant politique, syndicat, opinion autorisée, style artistique du pays, face auquel le citoyen n'avait plus aucun droit mais de plus en plus de devoirs. C'est paradoxalement à l'Ouest du Rideau de fer, dans le monde capitaliste, que les forces politiques conservatrices s'attelèrent à amoindrir et affaiblir l'État, non pour protéger la classe ouvrière de l'exploitation, mais pour lui enlever ses protections et ses services publics, perçus par le patronat comme des surcoûts, des manques à gagner pour les entreprises.
Selon le dissident soviétique Vladimir Boukovski, un « Nuremberg du Communisme » était, dans la période post-communiste, indispensable pour poser les bases éthiques d'un état de droit démocratique et pour susciter une catharsis des crimes passés, en condamnant solennellement le détournement des concepts marxistes à des fins de captation de tous les pouvoirs, ainsi que les intolérances, les intégrismes et les nationalismes rivaux que ce détournement a suscité. Un procès aurait pu être le point culminant d'une véritable déstalinisation, qui n'aurait pas été factice comme celle de 1956 menée par Nikita Khrouchtchev. Les années 1990 à 2000 virent de nombreux intellectuels de l'ancien bloc de l'Est militer en faveur d'un « nécessaire procès du totalitarisme dit communiste ». Pour organiser ce « Nuremberg du Communisme », des ONG de défense des droits de l'Homme, comme Memorial ou Amnesty international auraient pu fournir une assistance scientifique pour les données. Mais les oligarques post-soviétiques usèrent de populisme pour pérenniser leurs pouvoirs et empêchèrent la tenue d'un tel procès,,. 
Espérant attirer les oligarques de son côté, l'Occident non plus n'était pas favorable à un tel « déballage » : à ce moment, des commentateurs comme Francis Fukuyama entrevoyaient même l'avènement d'une transparence des relations internationales et d'une restructuration politique mondiale mettant fin au choc des civilisations décrit par Samuel Huntington et pouvant déboucher sur une paix définitive.
Par ailleurs, le contexte géopolitique était défavorable à l'organisation d'un « Nuremberg du Communisme » car :
- les oligarques ex-communistes convertis à l'économie de marché étaient toujours au pouvoir[22] : aurait-t-on pu intenter un procès aux nazis à Nuremberg, si ceux-ci n'avaient pas été obligés de capituler sans conditions et si leurs successeurs et héritiers étaient restés au pouvoir en Allemagne et dans les pays de l'Axe[23] ?
- la crainte d'avoir à rendre des comptes et à abandonner des avantages, existait non seulement chez les apparatchiks, mais dans toutes les familles qui, pour survivre, s'étaient plus ou moins arrangées avec la dictature selon la formule « délation contre saucisson »[24] ;
- dans la gauche des pays démocratiques, on pouvait craindre qu'un tel procès rende l'idéal communiste responsable des crimes et de la faillite du « bloc de l'Est » : cette crainte découle de la confusion persistante entre l'idéal communiste humaniste (tel qu'il a pu s'exprimer dans le communisme d'opposition occidental ou dans les tentatives de « socialisme à visage humain » à l'Est)[25] et les États communistes totalitaires qui, dans la réalité, contrôlaient la totalité des sphères de l'existence humaine, politique, économique, sociale, culturelle, mais aussi familiale, personnelle et même intime[26];
- dans les pays où le nationalisme a remplacé le communisme, le socialisme ou le travaillisme, un « Nuremberg du Communisme » aurait pu faire ressurgir dans le détail les distorsions de l'histoire et les mensonges des États communistes, leur isolationnisme économique et leur populisme, soulignant la similitude avec l'extrême-droite moderne et l'ampleur de la duperie consistant à vouloir faire passer ces États pour des « états ouvriers » ou des « Démocraties populaires »[27],[28] ;
- dans les pays anglo-saxons et en France, les complicités actives ou passives, pendant et après la guerre, avec la politique génocidaire des dirigeants des pays communistes, pourraient ressurgir dans le détail s'il y avait un « Nuremberg du Communisme »[29] ;
- enfin en Israël et dans la communauté juive, il existe la crainte qu'un « Nuremberg du Communisme » ou de toute autre idéologie potentiellement génocidaire (esclavagisme, colonialisme, suprémacisme racial…) « relativise » ou « banalise » le Nuremberg de 1945 et la Shoah, qui selon cette crainte doivent absolument rester uniques dans l'Histoire, car si ce n'était plus le cas, si la destruction des Juifs s'inscrivait dans la destruction d'autres êtres humains assassinés uniquement parce qu'ils existaient, cela affaiblirait la légitimité d'Israël (tandis que les humanistes internationalistes pensent plutôt que cela la renforcerait)[30],[31].

Le livre d'Hélène Blanc et le documentaire de Bertrand Schmit paraissent dans une période de discrédit du droit international, des droits de l'être humain et de la démocratie dans le monde, alors que des nationalismes et des théocraties ont succédé au communisme, que le libéralisme social-démocrate laisse progressivement place au libertarianisme favorisant les oligarchies de type mafieux, que les systèmes autoritaires se multiplient et relancent la guerre froide, la course aux armements et les conflits armés, et que s'intensifie la surexploitation des ressources terrestres,.

## Sources
1. ↑  Le Nuremberg du communisme, autopsie d'un procès avorté, ISAN 0000-0004-68D5-0000-G-0000-0000-Q, .
2. ↑  Kévin Boucaud-Victoire, « Sophie Wahnich : « La révolution russe est d’abord utopique » », sur Le Comptoir, 2 octobre 2017 (consulté le 18 mai 2025).
3. ↑  Alexandre Zinoviev, Le Communisme comme réalité , Julliard, Paris 1981,  (ISBN 978-2-260-00252-9).
4. ↑  Tchéka, Guépéou, NKVD : voir Viktor Tchernov, Tche-Ka, ed. E. Pierremont, p. 20.
5. ↑  Sergueï Melgounov, La Terreur rouge en Russie, 1918-1924, ed. des Syrtes, Paris 2004,  (ISBN 2-84545-100-8).
6. ↑  David Rousset, Le Procès des camps de concentration soviétiques, supplément du BEIPI n° 16, janvier 1951.
7. ↑  Mikhaïl Voslenski, Les nouveaux secrets de la nomenklatura, Plon 1989,  (ISBN 2-259-18093-0).
8. ↑  Selon Hannah Arendt, « Le régime bolchevique a dépouillé les soviets de leur pouvoir alors qu’il était encore dirigé par Lénine, et a volé leur nom pour s’en affubler alors qu’il était un régime anti-soviétique »: voir Hannah Arendt, « À propos des Conseils ouvriers en Hongrie », sur Les Amis de Némésis. Cornelius Castoriadis dit aussi de l’Union soviétique qu’« elle n’était même pas soviétique ».
9. ↑  Karel Bartošek, Sylvain Boulouque, Stéphane Courtois (dir.), Pascal Fontaine, Rémi Kauffer, Jean-Louis Margolin, Andrzej Paczkowski, Jean-Louis Panné, Pierre Rigoulot, Yves Santamaria et Nicolas Werth, Le Livre noir du communisme, éditions Robert Laffont, Paris 1997,  (ISBN 2-221-08-204-4).
10. ↑  Alexandre Zinoviev, Ouvrage cité, 1981.
11. ↑  Le bolchevik Martyn Latsis définit, dans le journal La Terreur rouge du 1er novembre 1918, les tâches de la police politique secrète Tchéka dont le gouvernement bolchevik envisage la création : « La Tchéka n'est ni une commission d'enquête, ni un tribunal. C'est un organe de combat dont l'action se situe sur le front intérieur de la guerre civile. Il ne juge pas l’ennemi : il le frappe. Nous ne faisons pas la guerre contre des personnes en particulier. Nous exterminons la bourgeoisie comme classe. Ne cherchez pas, dans l'enquête, des documents et des preuves sur ce que l'accusé a fait, en acte et en paroles, contre le pouvoir soviétique. La première question que vous devez lui poser, c'est à quelle classe il appartient, quelle est son origine, son éducation, son instruction et sa profession. Ce sont ces questions qui doivent décider de son sort. Voilà la signification et l'essence de la Terreur rouge », article cité par Viktor Tchernov dans Tche-Ka, ed. E. Pierremont, p. 20. Le processus d'« extermination de la bourgeoisie comme classe » est décrit par le livre Chtchepka (« Le galon »), écrit en 1923 par Vladimir Zazoubrine (1895-1937) afin de glorifier la Tchéka, et par le film Le Tchékiste qu'Alexandre Rogojkine en a tiré en 1992.
12. ↑  Veronika Dorman, art. « 1917 ou l'impossible réminiscence », in Revue des deux mondes, juin 2017, pp. 46-53, .
13. ↑  Katherine Connor Martin, « George Orwell and the origin of the term ‘cold war’ [archive] », sur , 24 octobre 2015 (consulté le 11 décembre 2017).
14. ↑  Archie Brown, The Rise and fall of communism, Vintage Books, 2009,  (ISBN 978-1-84595-067-5).
15. ↑  Murray Rothbard, Man, economy, and state: a Treatise on economic principles with power and market – Government and the economy, Ludwig von Mises Institute 2009,  (ISBN 978-1-933550-27-5).
16. ↑  Krzysztof Pomian, « L'impossible procès du communisme » dans L'Histoire n° 236, octobre 1999 - .
17. ↑  Thierry Wolton, « Pourquoi il n'y a pas eu de procès de Nuremberg du communisme soviétique » dans Le Figaro du 9 mai 2022 - Histoire - .
18. ↑  Dimitri Kitsikis, La montée du national-bolchevisme dans les Balkans, coll. Heartland, ed. Avatar 2008,  (ISBN 978-0955513268).
19. ↑  Samuel Huntington, Le Choc des civilisations, Éditions Odile Jacob, Paris, 1997 (EAN13 : 9782738156211).
20. ↑  Francis Fukuyama, La Fin de l'histoire et le Dernier Homme, Flammarion, coll. Histoire, Paris 1992,  (ISBN 9782082115483).
21. ↑  François Fejtő et Ewa Kulesza-Mietkowski, La Fin des démocraties populaires, Seuil, 1997.
22. ↑  David E. Hoffman, The Oligarchs. Wealth and Power in the new Russia, Perseus Book, New York 2002.
23. ↑  Marc Ferro, Naissance et effondrement du régime communiste en Russie, Librairie générale française, 1997.
24. ↑  Nina et Jean Kehayan, Rue du prolétaire rouge, Seuil 1978,  (ISBN 978-2-7526-0364-7)
25. ↑  Michel Dreyfus, Bruno Groppo, Claudio Ingerflom, Roland Lew, Claude Pennetier, Bernard Pudal (dir.) et Serge Wolikow, Le Siècle des communismes, éditions de l'Atelier, Paris 2000,  (ISBN 2-708-23-516-8)
26. ↑  Hannah Arendt, Le Système totalitaire, trad. Jean-Louis Bourget, Robert Davreu, Patrick Lévy, Seuil, Paris 1972 ; trad. révisée Hélène Frappat, Paris, Gallimard, coll. « Quatro », 2002 ; éd. poche, Paris, Le Seuil, 2005, coll. Points/Essais n° 307,  (ISBN 978-2-02-079890-7).
27. ↑  François Fejtő, Histoire des démocraties populaires, Seuil, 1992En deux tomes.
28. ↑  Jean-François Soulet, Histoire de l'empire stalinien, LGF, 2000
29. ↑  Marc Lazar, Stéphane Courtois, Histoire du Parti communiste français, Presses universitaires de France, 1995 : à titre d'exemple, des responsables du PCF comme Jacques Duclos formèrent de futurs dirigeants asiatiques, devenus ultérieurement génocidaires, comme Ieng Sary ou Saloth Sar, que le journal L'Humanité présenta, dans les années 1970, comme des « bienfaiteurs du peuple cambodgien ».
30. ↑  Jean-Michel Chaumont, La concurrence des victimes : génocide, identité, reconnaissance, La Découverte, coll. « Textes à l'appui » (n° Sociologie), Paris 1997,  (ISBN 978-2-7071-2690-0).
31. ↑  Alain Besançon, Le malheur du siècle : communisme, nazisme, Shoah, Perrin, coll. « Tempus » n° 96, Paris 2005,  (ISBN 978-2-262-02296-9).
32. ↑  Francine Demichel, « Le droit international est-il en crise ?» in Recherches Internationales, année 1982, pp. 97-109, .
33. ↑  « Économie - Actualités, vidéos et infos en direct », sur Le Monde.fr (consulté le 14 avril 2025).
34. ↑  Jacques Fontanel, « Les dépenses militaires dans le monde en 2021 selon le SIPRI. Hypothèses, intérêt, limites », sur Paix et sécurité européenne et internationale, 15 mars 2023 (ISSN 2492-2080, DOI 10.61953/psei.3439, consulté le 14 avril 2025).
35. ↑  Hugo Bardi, Le Grand pillage, ed. de l'Institut Veblen, 2015.
36. ↑  Institut des Hautes Études pour la Science et la Technologie ; Ministère de l’Enseignement supérieur, de la Recherche et de l’Innovation; Rapport d'Atelier : Course aux armements et habitabilité de la Terre (PDF, 28 pages)|téléchargement : https://www.ihest.fr/wp-content/uploads/2023/08/IHEST_Rapport-Course-aux-armements-web.pdf.